# Ochropleura elbursica
Ochropleura elbursica är en fjärilsart som beskrevs av Max Wilhelm Karl Draudt 1937. Ochropleura elbursica ingår i släktet Ochropleura och familjen nattflyn. Inga underarter finns listade i Catalogue of Life.